# 秘魯軍事
秘鲁武装力量（西班牙語：Fuerzas Armadas del Perú）是秘鲁的武裝部隊，陸海空總計約14萬人其中陆军8.5万人，海军2.7万人，空军1.7万人。另有准军事部队7.8万人，其中国民警察7.7万人、海岸警卫队1000人，秘鲁所有軍官出自高等军事研究中心，該學校成立于1958年，设在利马近郊乔里略斯，直属国防部领导等同於三軍官校。
1947年秘鲁加入美洲国家军事体系。1952年秘鲁与美国又签订了双边防御协定等军事协定，但是後續的政變導致與美國軍事關係中斷。50年代初期秘鲁开始创建小型军事工业，主要以修理武器装备为主，1968年10月胡安·贝拉斯科·阿尔瓦拉多将军政变上台后，军政府投入大量资金開展军工生产，至今有些项目已经形成了相当规模的生产能力，已經有軍方直屬医药厂和汽车修理厂、弹药厂、通信设备厂、坦克和直升机修理厂、軍服厂，但是大致而言集中在後勤零件和彈藥自製，依然沒有大型武器自製能力，多數武器還是採購俄製產品為主，
秘魯的軍力以防禦為主，雖然規模不大但是擁有80年代向德國購入的多艘209型潛艇至今仍有不錯的靜音能力，以及10多架米格29、10多架幻象2000，使其成為南美洲一支讓他國有所忌憚的軍事力量。

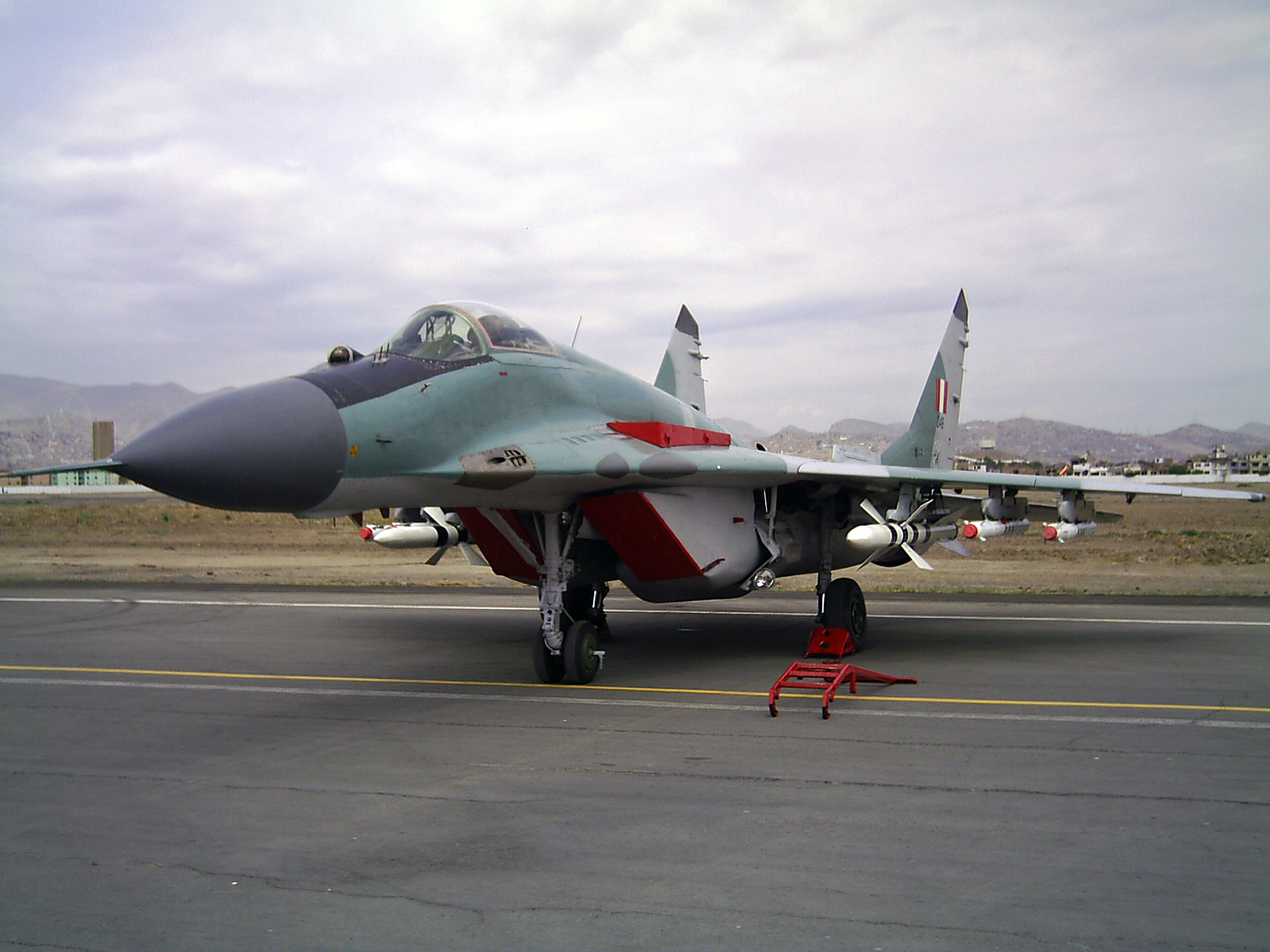
秘魯米格29
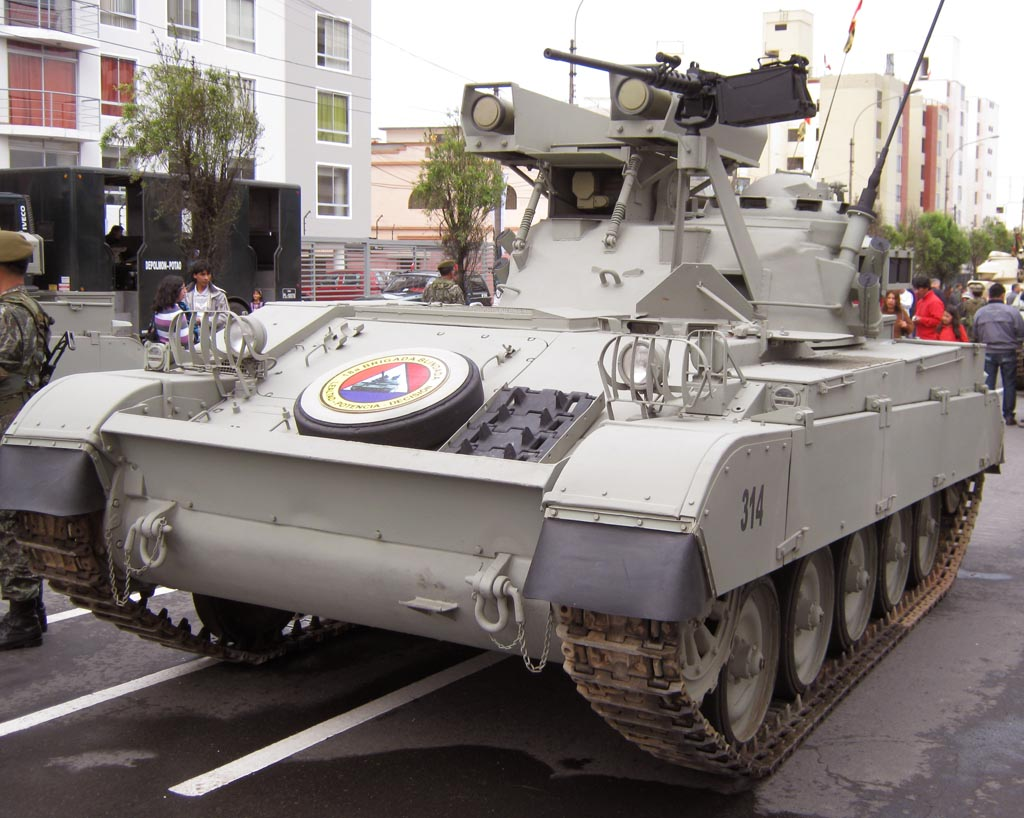
ALACRAN甲車
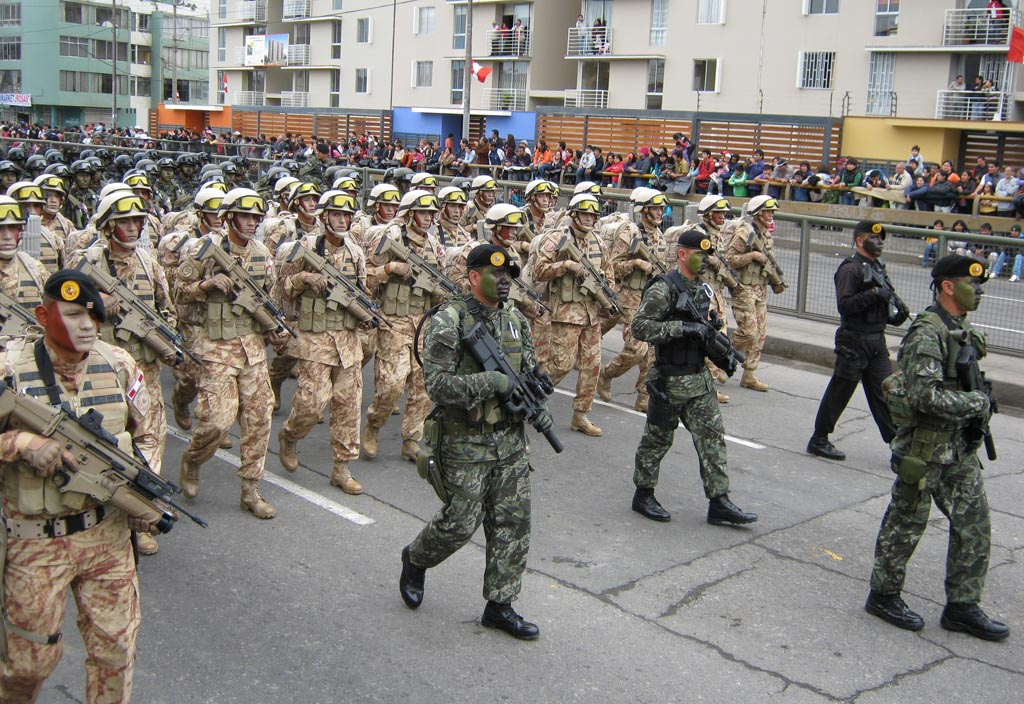
國慶閱兵
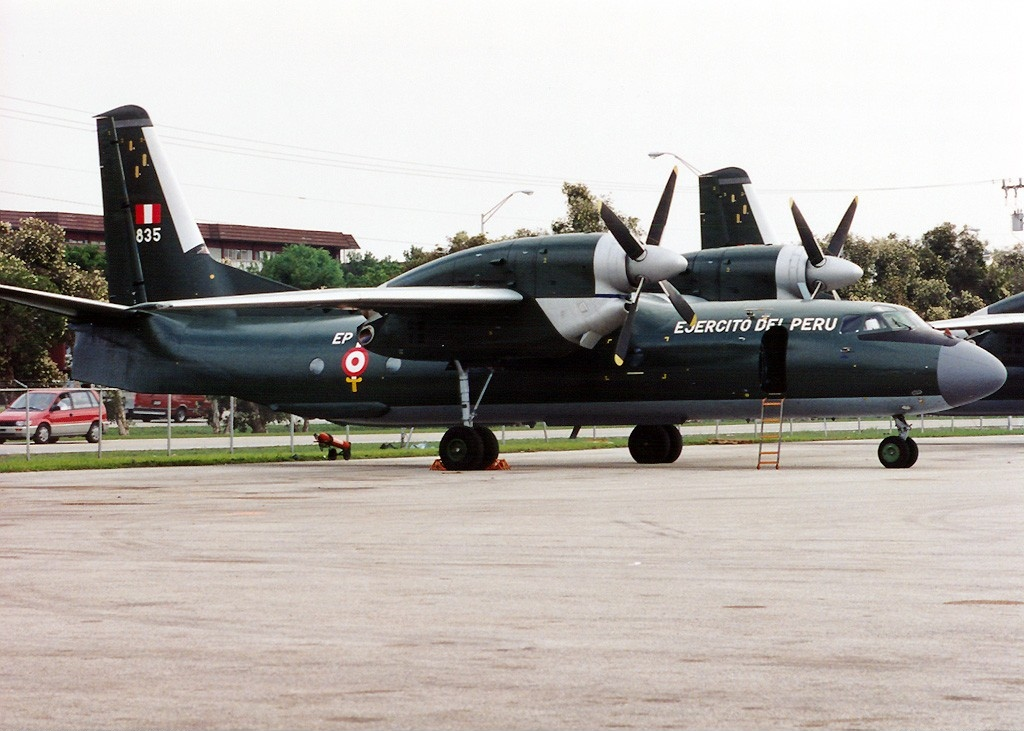
俄製An-32B運輸機
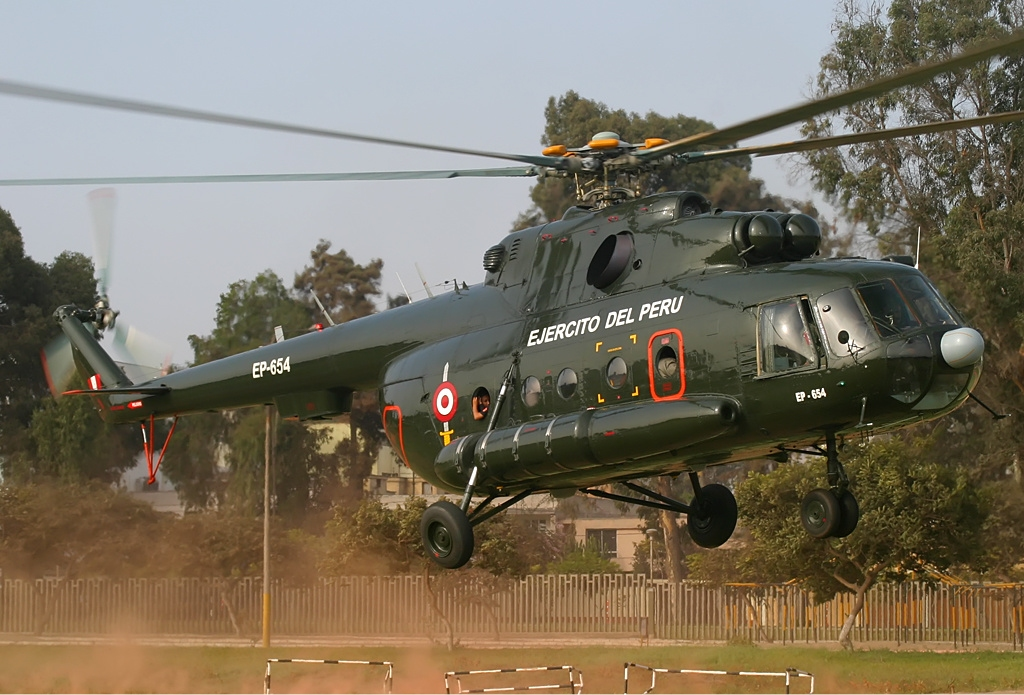
俄製Mi-17
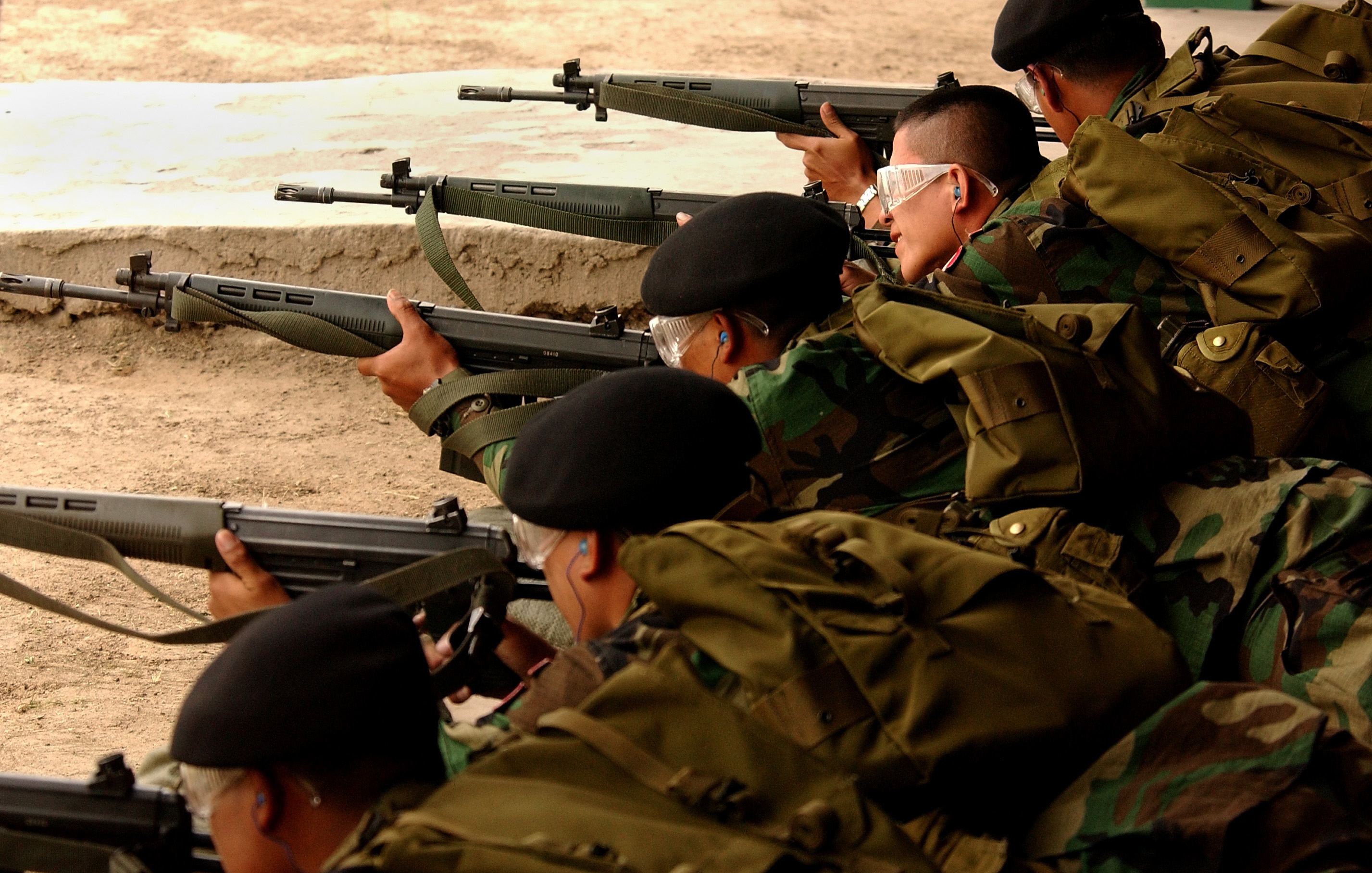
秘魯步兵
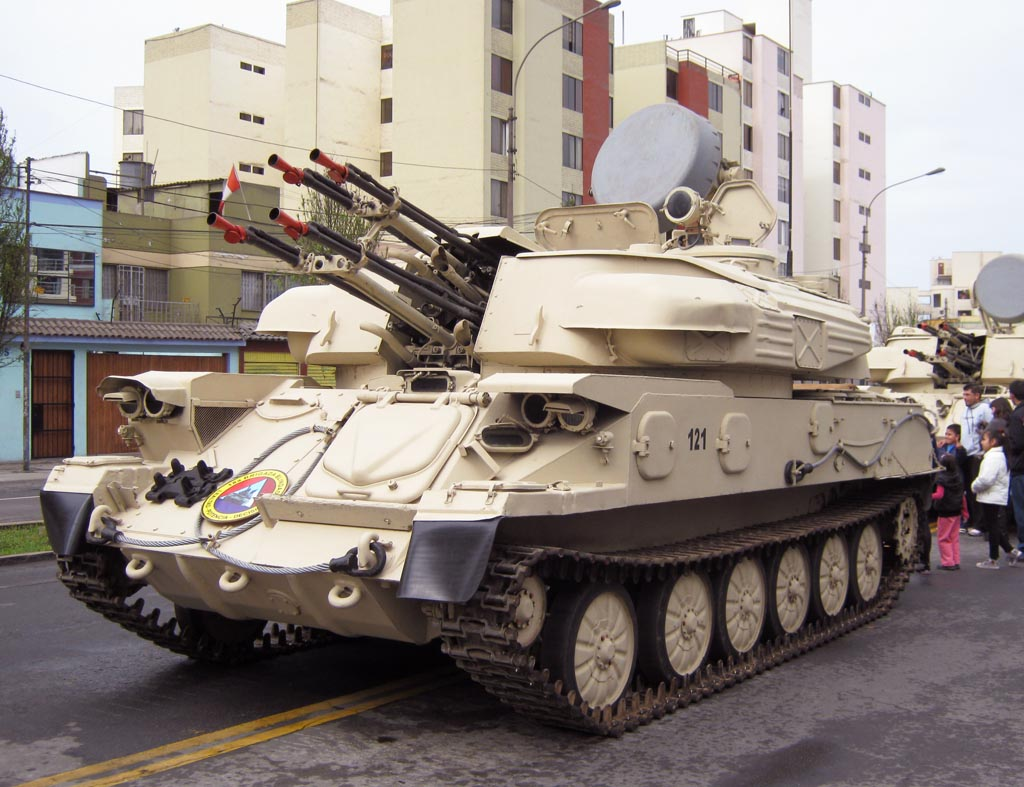
俄製ZSU-23-4自行高炮
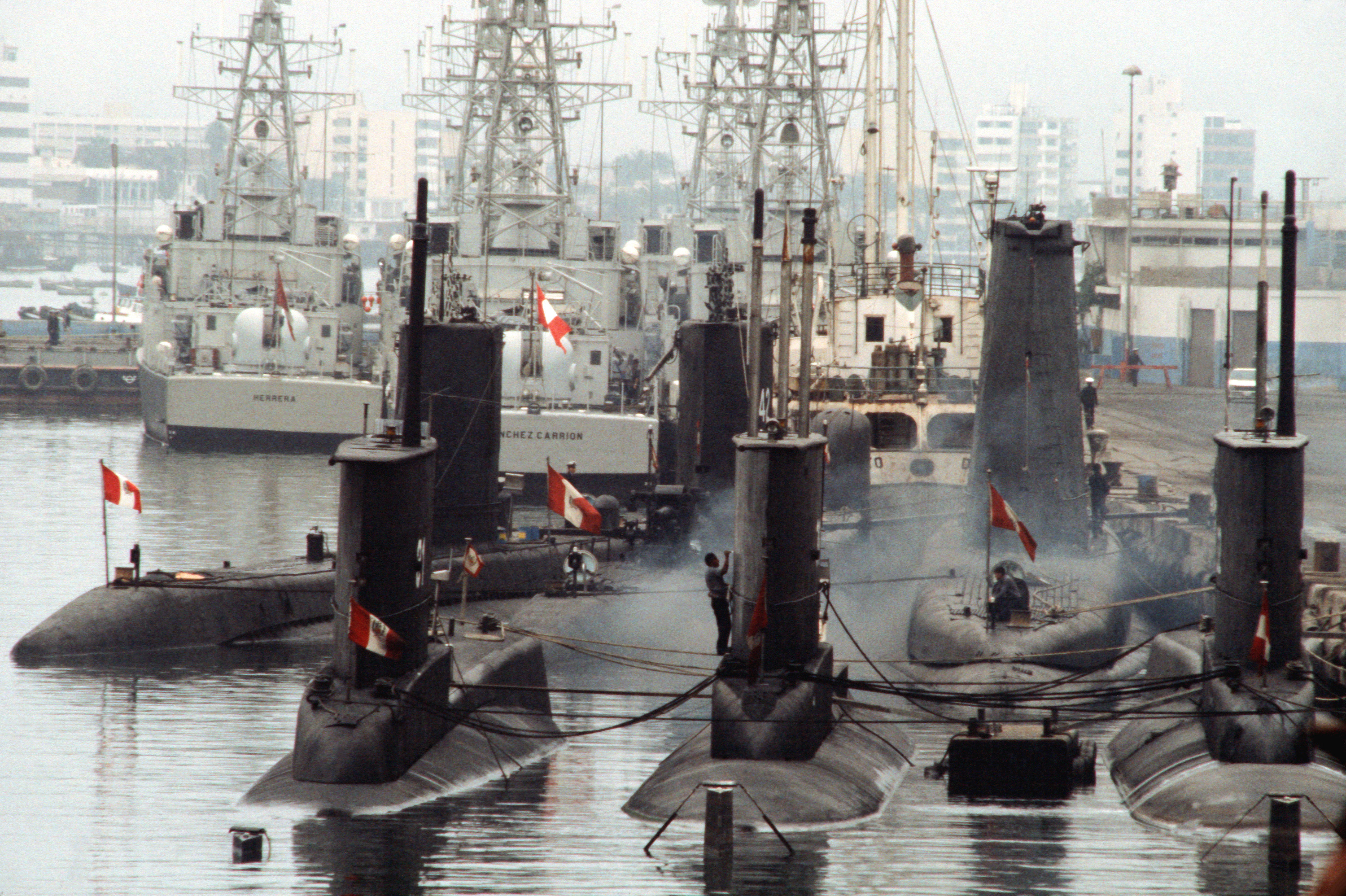
德製209型潛艇
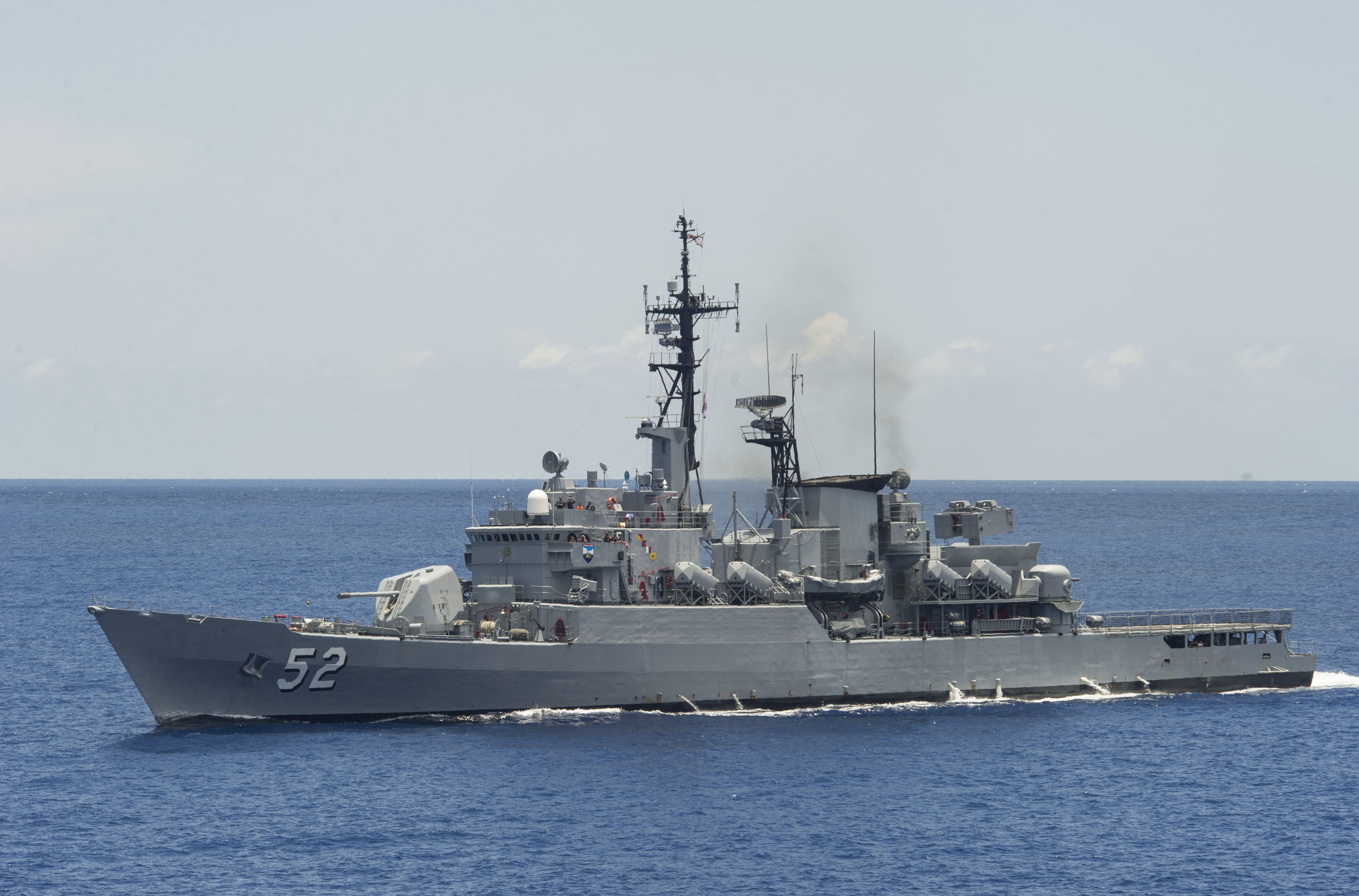
義大利製路普級巡防艦
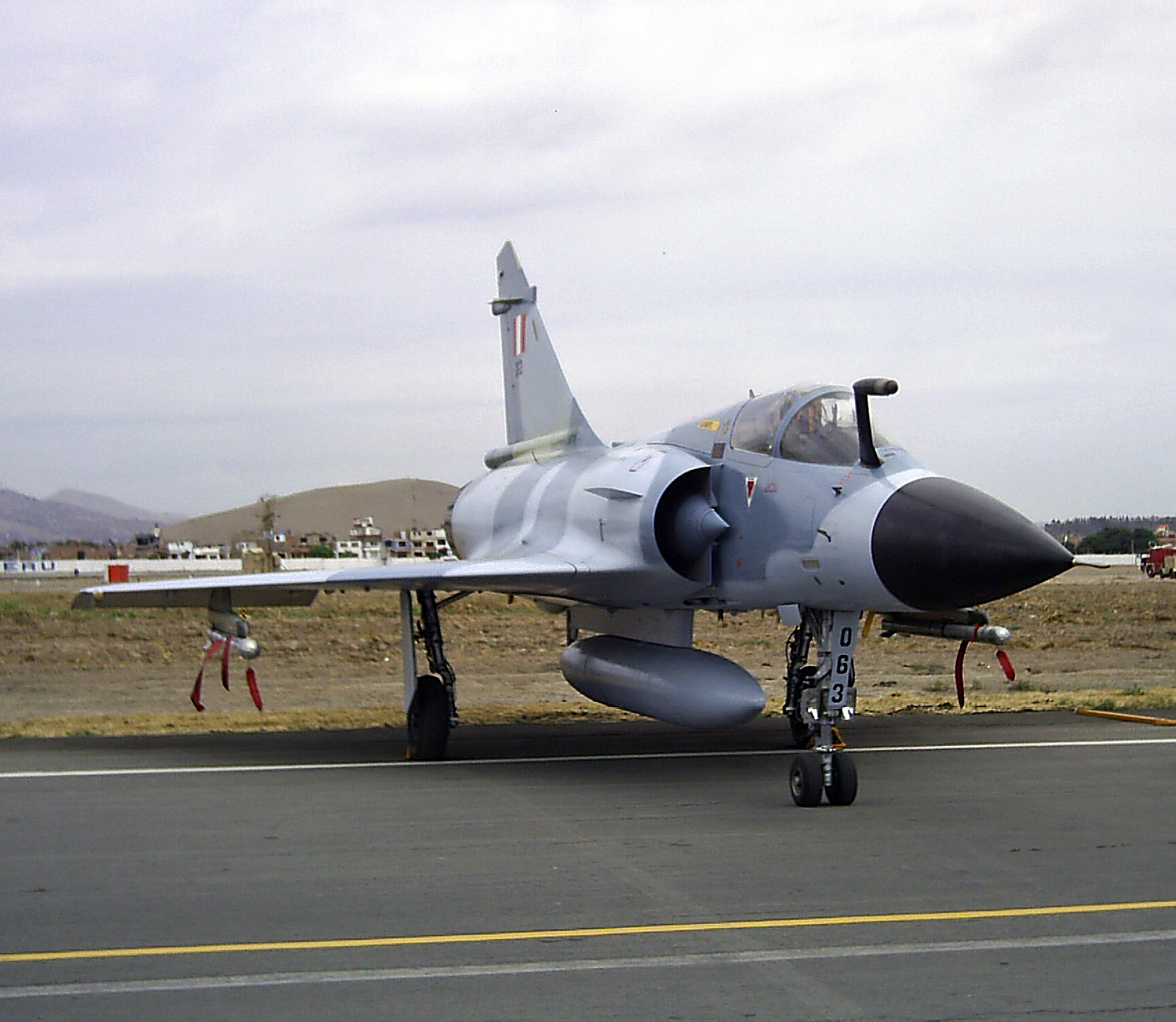
法製幻象2000